# Крістер Стенберґ
Крістер Стенберґ (швед. Christer Stenberg, 20 грудня 1956) — шведський ватерполіст.
Учасник Олімпійських Ігор 1980 року.